# Зніт шорсткий
Зніт шорсткий (Epilobium hirsutum) — вид трав'янистих рослин родини онагрові (Onagraceae), поширений у Африці, Європі, Азії.

## Опис
Багаторічна рослина 50–150 см заввишки. Рослина з довгими м'ясистими кореневими паростками вкритими лускоподібними листочками, які розвиваються восени. Стебло біля основи гранене, вище — циліндричне. Листки видовжені або ланцетні, 4–17.5 см завдовжки, 0.8–4 см шириною, сидячі, стеблоохопні, на краю густо пильчато-зубчасті, відстовбурчено-волохаті.
Суцвіття — нещільна, з листками китиця. Квітки великі, до 3 см в діаметрі; чашолистки 6–12 мм; пелюстки пурпурові, 15–18 мм завдовжки, 0.8–4 см шириною. Коробочки 2.5–9 см, запушені або рідше майже оголені. Насіння темно-коричневе, 0.8–1.2 см. 2n = 36.

## Поширення
Поширений у Африці, Європі, Азії; натуралізований у Північній Америці.
В Україні вид зростає на трав'янистих і заболочених берегах річок, вологих луках, серед чагарників — на всій території б. м. звичайний, в Карпатах тільки біля підніжжя гір; в Степу та гірському Криму переважно в долинах річок і струмків. Медоносна, вітамінна рослина.

## Використання
Іноді культивується як декоративна рослина.

## Галерея

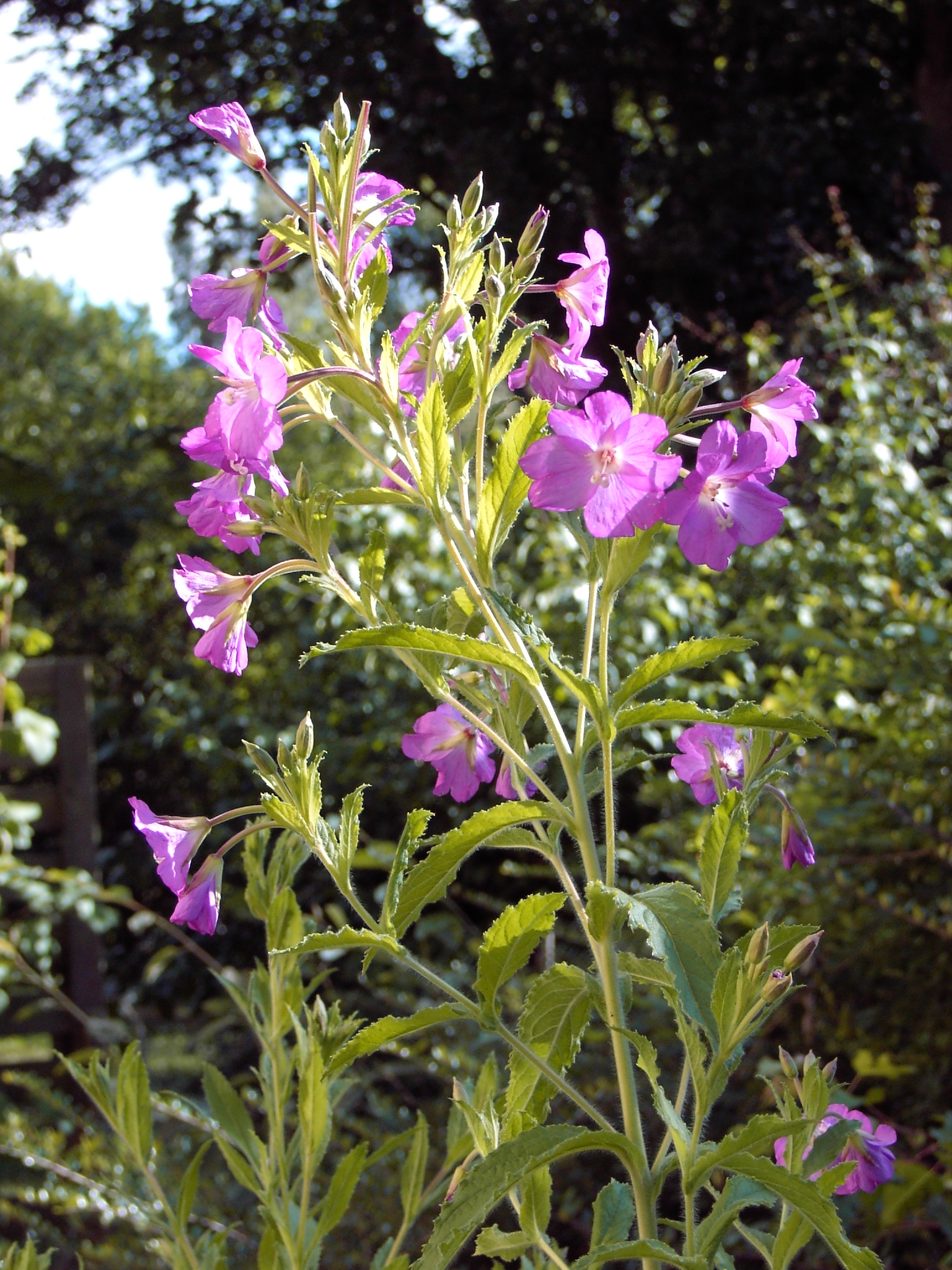
рослина
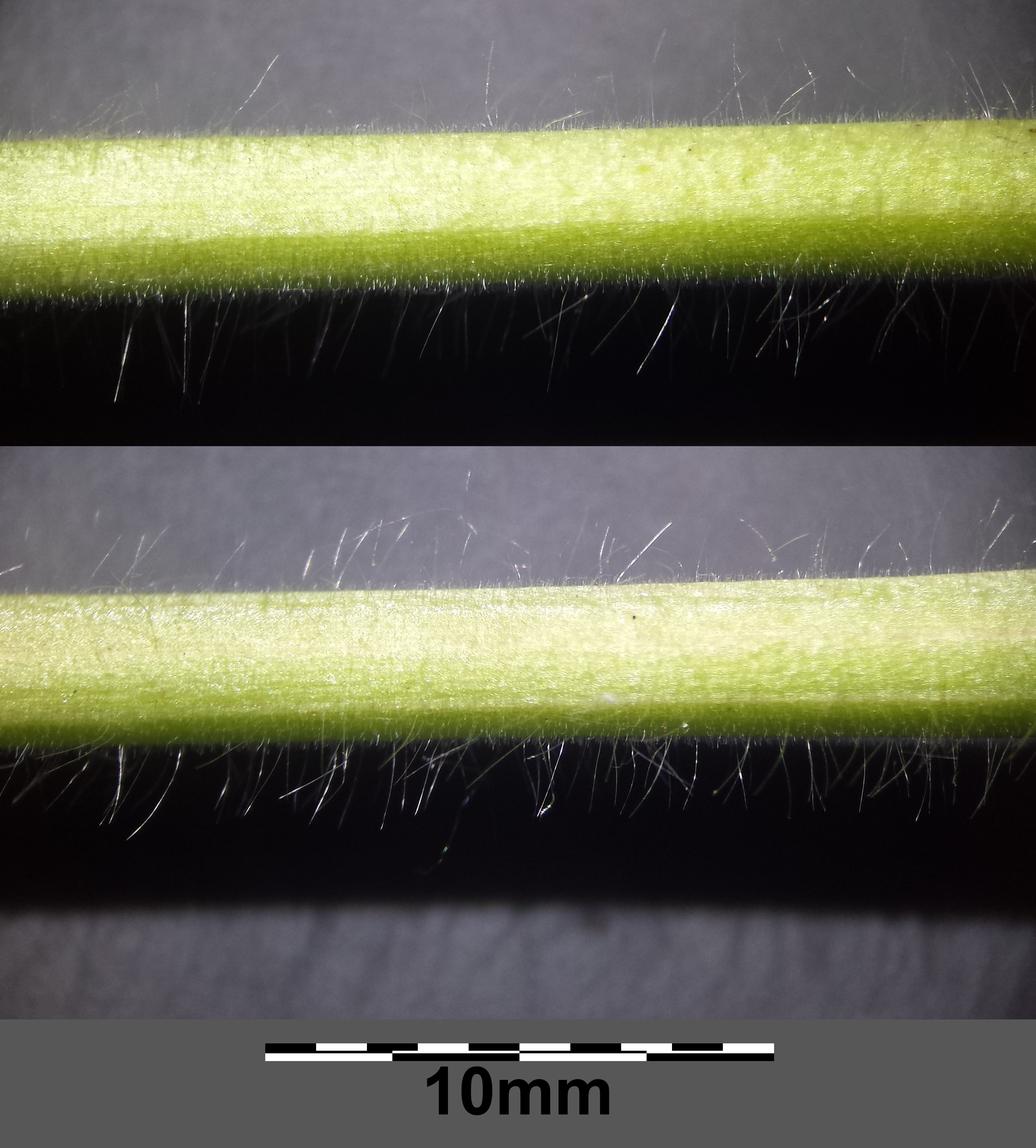
стебло
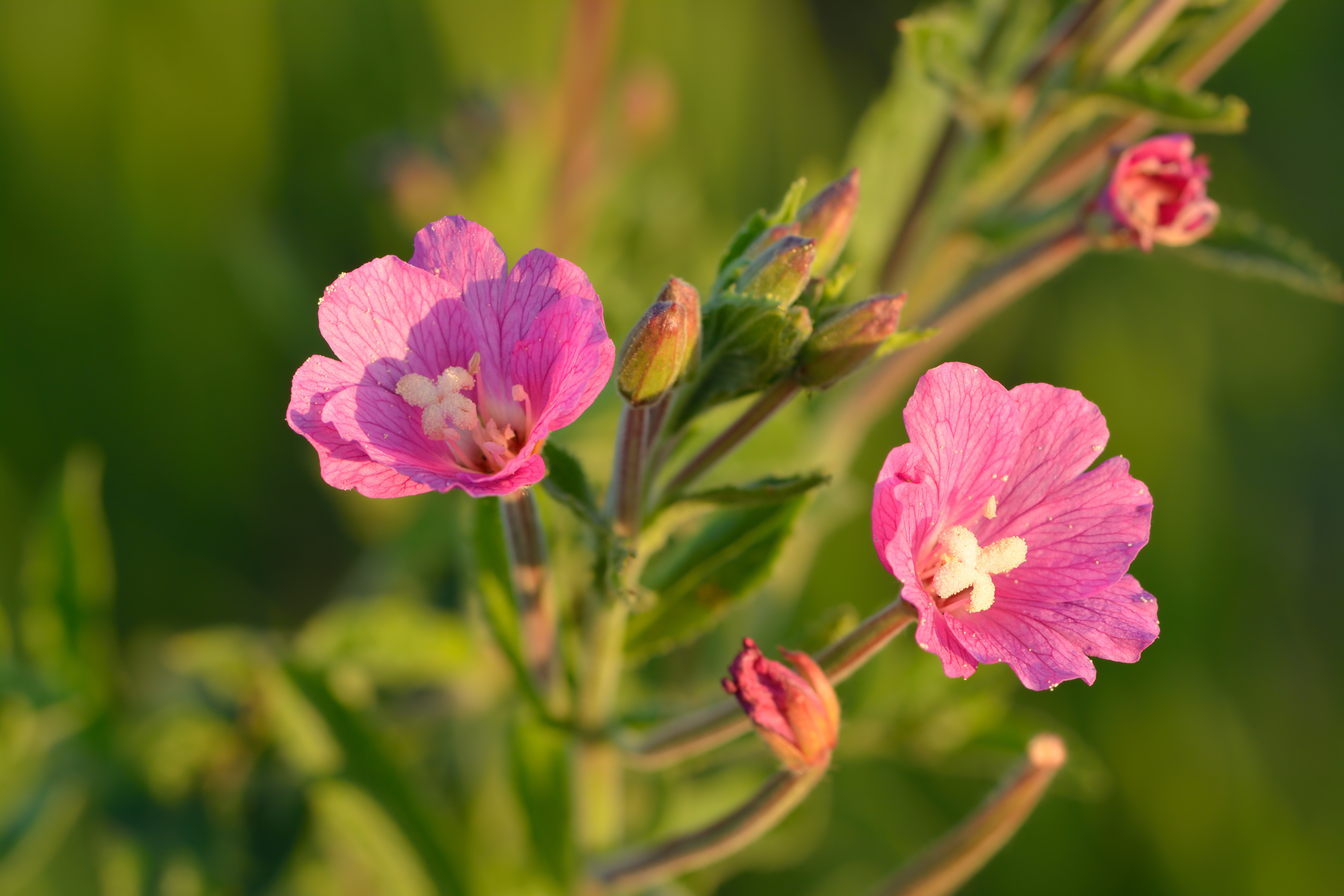
квітка
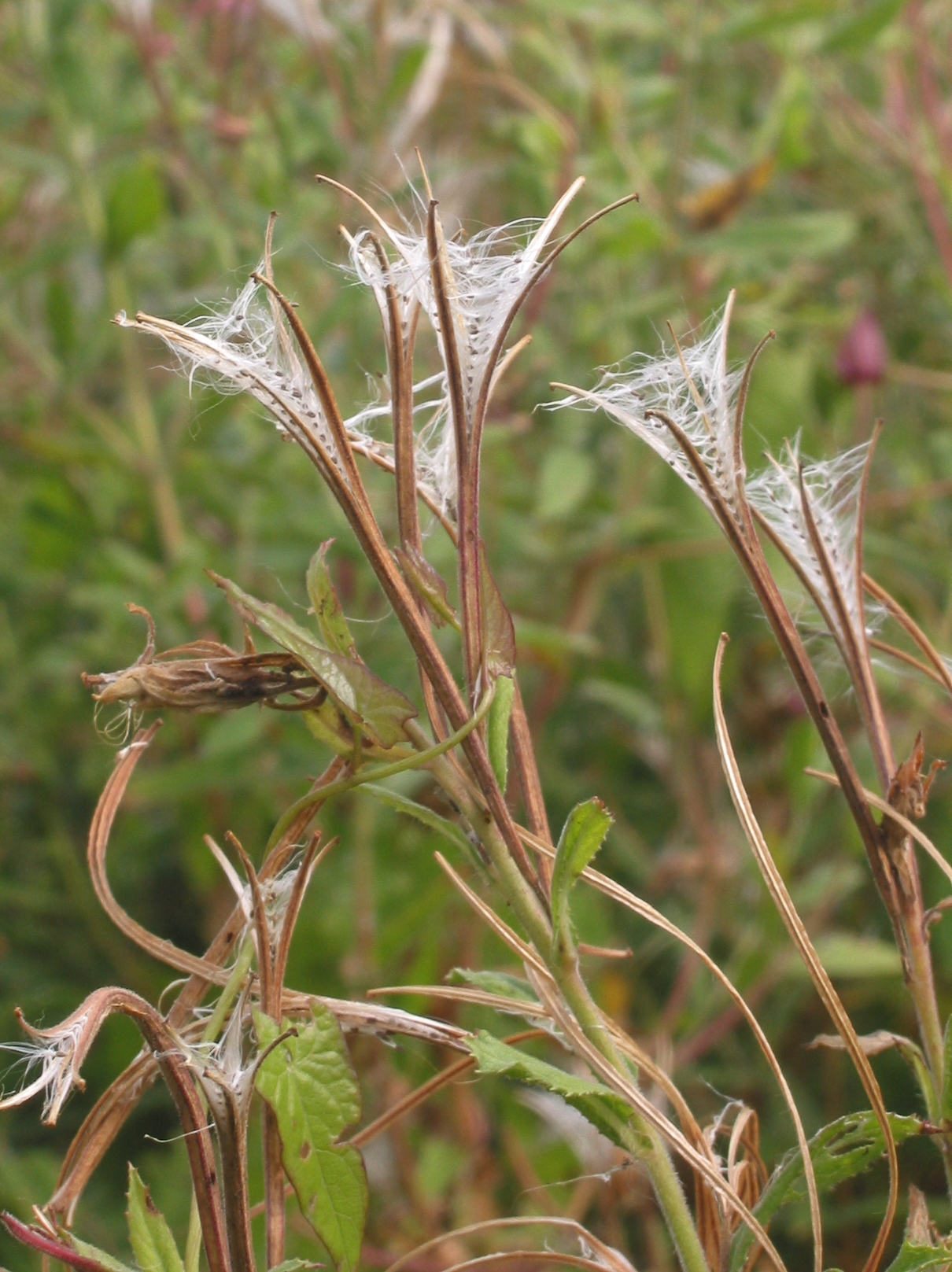
плоди
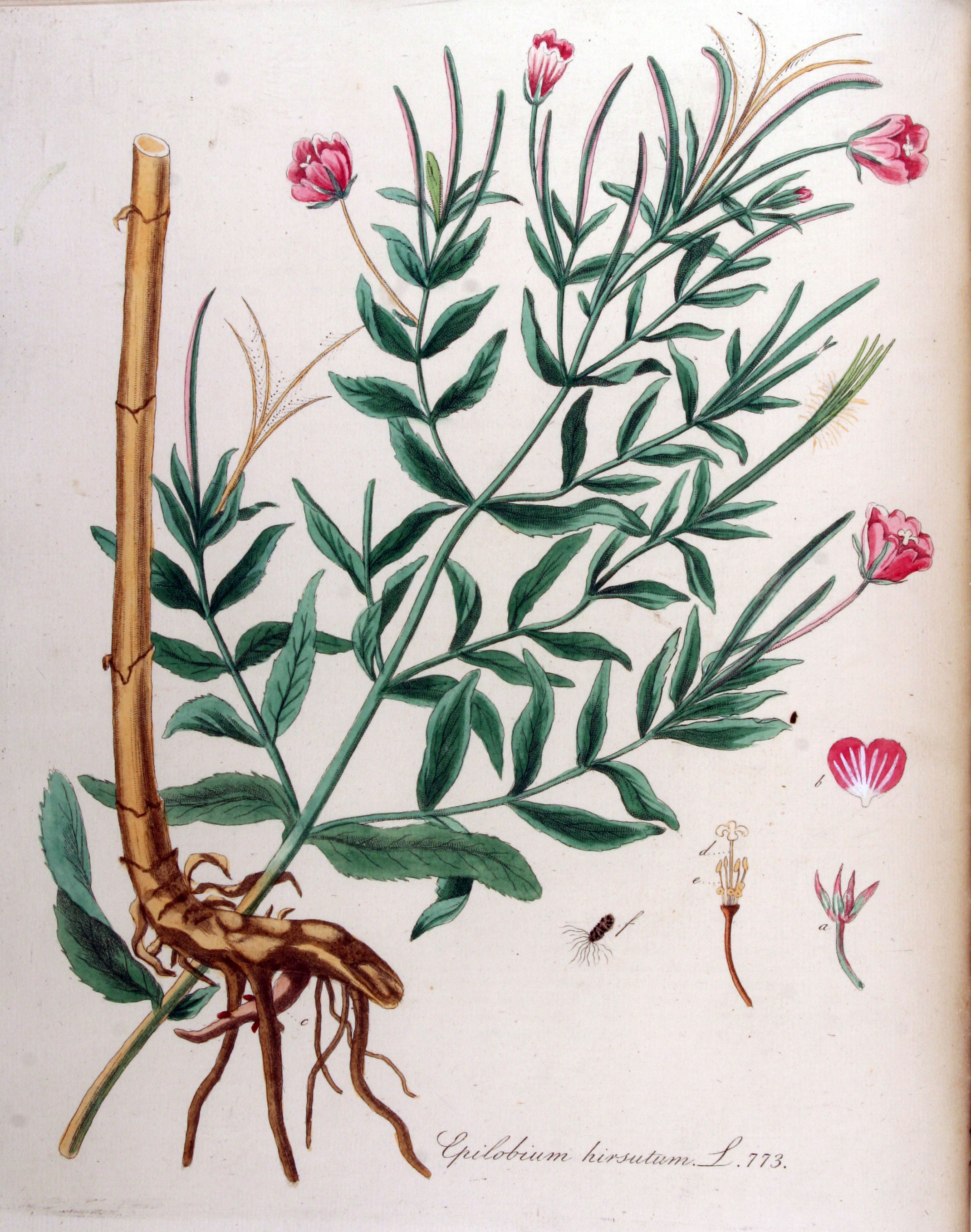
ілюстрація